# 果汁機

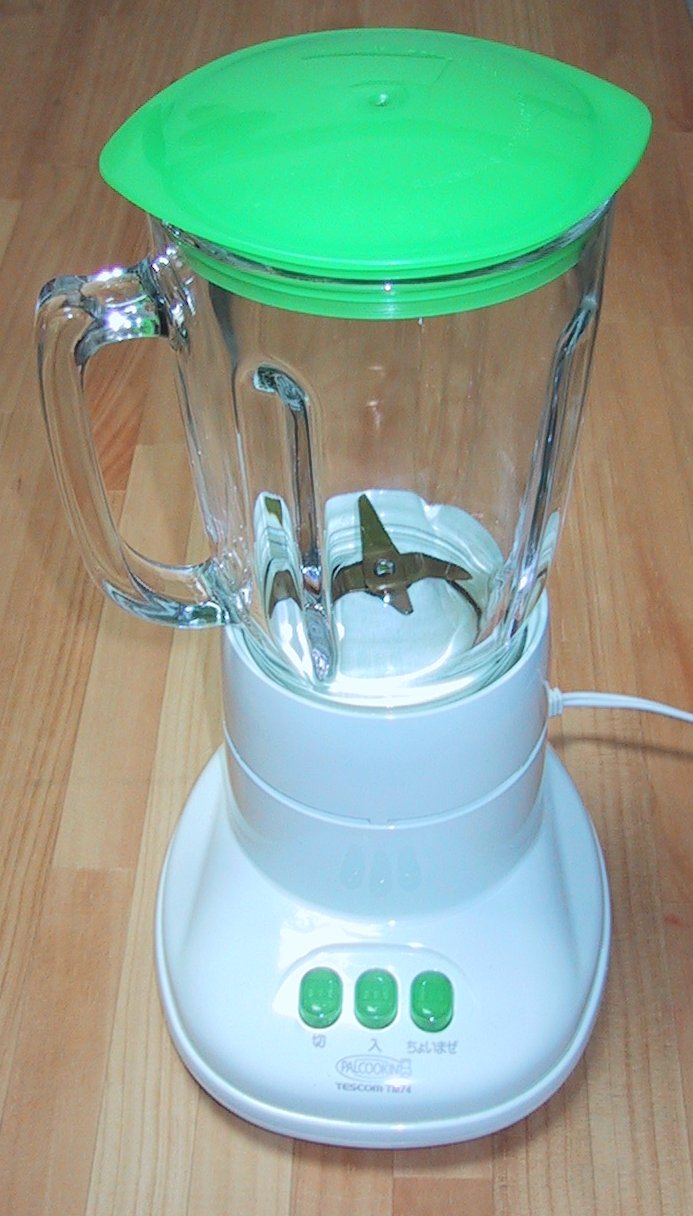
果汁機

果汁機或稱榨汁機、液化搅拌机是廚房的家電用品，用途為混和食材以及搾取食泥。典型的果汁機有著類似花瓶的容器乘裝欲打碎食材。而在容器的上方，將會有個小杯子避免食材在機器運作時溢出。在容器的底部則是刀具組，通常為了清洗方便而設計為可拆卸的。機器下方的封條是為了避免水分滲出。而整個容器放置在馬達（提供刀具組動力）上方，並且在馬達機器的外殼上有著控制的按鈕。大多數果汁機現在都有不同等級的速率可供選擇。
在1922年，Stephen Poplawski發明了果汁機，他是第一個人，將旋轉的刀具放置在容器下方。他發明果汁機來製作他的蘇打汽水，1935年，Fred Osius對其加以改良，發明了著名的Waring果汁機。